# Grevskabet Zollern
Grevskabet Zollern (tysk: Grafschaft Zollern), senere Grevskabet Hohenzollern, var et grevskab i Det tysk-romerske rige, der eksisterede fra 1061 til 1576. Dets område lå i den centrale del af den nuværende tyske delstat Baden-Württemberg. Dets hovedstad var byen Hechingen.
Det tyske fyrstehus Huset Hohenzollern har sin oprindelse i Grevskabet Zollern.

## Historie
Ifølge den middelalderlige krønikeskiver Berthold von Reichenau blev adelsmanden Burchard, Greve af Zollern (af Zolorin) født før 1025 og døde i 1061. Slægten Zollern fik titel af greve af Kejser Henrik 5. i 1111.
Ved Grev Karl 1.'s død i 1576, blev grevskabet delt mellem hans tre sønner:
- Eitel Friedrich 1. (1545-1605) blev greve af Hohenzollern-Hechingen.
- Karl 2. (1547-1606) blev greve af Hohenzollern-Sigmaringen.
- Christoph (1552-1592) blev greve af Hohenzollern-Haigerloch.